# Campeonato Mundial de Ajedrez 2010
El Campeonato Mundial de Ajedrez 2010 fue un encuentro entre el retador Veselin Topalov de Bulgaria y el campeón defensor Viswanathan Anand de India. El partido se jugó en Sofía, Bulgaria. El primer juego empezó el 24 de abril de 2010. El último juego empezó el 11 de mayo del mismo año, con una victoria dramática de Anand. Anand ganó el partido 6½-5½, manteniendo su condición de campeón.

## Antecedentes
Este Campeonato fue organizado por la FIDE, siendo el tercero desde la reunificación de los títulos mundiales en 2006, cuando se enfrentaron el campeón Mundial FIDE, Veselin Topalov, y el campeón Mundial "Clásico" Vladímir Krámnik, ganando este último. Inmediatamente Veselin Topalov requirió la revancha, pero Krámnik rechazó la posibilidad. La FIDE definió un calendario diferente para el siguiente campeonato del mundo.
Viswanathan Anand había sido Campeón Mundial en los tiempos del cisma en el año 2000 tras derrotar en la final a Alekséi Shírov y mantuvo el título hasta el año 2002, cuando en el Campeonato del Mundo de 2002 fue derrotado en semifinales por Vassily Ivanchuk, quien, a su vez, perdió la final ante Ruslán Ponomariov. Posteriormente en el año 2007 ganó el título unificado en la modalidad de Torneo, en el Campeonato Mundial de México 2007. Sin embargo la tradición ajedrecística implica enfrentamientos entre el campeón y el Retador, por lo que muchos no consideraban a Anand un auténtico campeón a pesar de lo válido de su título, sino hasta que en el 2008 se enfrentó como Campeón a Vladimir Kramnik, derrotándolo en la ciudad de Bonn, enfrentamiento que fue el Campeonato Mundial de Ajedrez 2008
El sistema determinado por la FIDE para determinar quién tendría el derecho de retar a Anand condujo tras diversas instancias a un enfrentamiento entre Topalov y Gata Kamski al mejor de ocho partidas en febrero de 2009, disputado en Sofía, en donde Topalov venció en forma contundente. De ahí que en el 2010 sea Topalov el desafiante del Campeón reinante.

## Sede
La decisión de que fuese la ciudad de Sofía, capital de la patria del desafiante, no fue tomada sin que se levantase polémica al respecto. Sin embargo, y tras postponerse en alguna ocasión, se terminó firmando el contrato para que se jugase allí

## Tropiezo inicial
El 14 de abril de 2010 el volcán Eyjafjallajökull en Islandia hace erupción arrojando toneladas de ceniza volcánica a la atmósfera llevando al cierre del espacio aéreo sobre la mayor parte del norte de Europa a partir del 15 de abril. Este hecho sorprende al campeón del mundo en Fráncfort (Alemania) mientras hacía escala en su viaje desde Madrid hasta Sofía, quedando varado desde el jueves 15 hasta el domingo 18, cuando decidió seguir el viaje por tierra.
Debido al percance Anand solicitó aplazar por 3 días el inicio del Campeonato. Esto originó una serie de críticas por parte del comité organizador quien consideró que el plazo era inaceptable aunque dejó abierta la posibilidad de retrasar la primera partida un día como máximo.
Viswanathan Anand por su parte emprendió su viaje por tierra junto a su esposa y otros tres acompañantes llegando a Sofía el día 21 de abril en la madrugada, apenas a tiempo para alistarse para la ceremonia de apertura, que no pudo ser pospuesta.
Ese mismo día el supervisor de la FIDE del Campeonato Mundial de ajedrez 2010, Georgios Makropoulos, 
dirigió una carta al primer ministro de Bulgaria comunicándole su decisión de retrasar en un día el inicio de 
las partidas del encuentro debido al impase de Anand y otorgándole un día extra para su ambientación. Las partidas a su vez fueron corridas un día.

## Partido
El partido fue jugado como mejor de 12 juegos, las victorias contando 1 punto, los empates ½ punto, y las derrotas 0, y acabaría cuando un jugador llegue a 6½ puntos. Si el partido acabara en un empate 6 a 6, se jugarán 4 partidas rápidas (25 minutos para cada uno, con incremento de 10 segundos por cada jugada). Si el empate persiste, se jugarán hasta 5 mini-matches de a 2 partidas relámpago (5 minutos para cada uno, con incremento de 10 segundos por cada jugada). Si aún persiste el empate se jugará una partida de muerte súbita: el blanco tiene 5 minutos y el negro 4 (con adición de 3 segundos desde la jugada 61), pero el blanco debe ganar sin falta, ya que se considera victoria para el negro las tablas o victoria para el negro.
El primer control de tiempo era de 40 jugadas en 2 horas; luego, 20 jugadas en una hora; y finalmente, 15 minutos hasta el final de la partida con 30 segundos extra por cada jugada desde la jugada 61. 
| Jugador           | 1 | 2 | 3 | 4 | 5 | 6 | 7 | 8 | 9 | 10 | 11 | 12 | Total |
| ----------------- | - | - | - | - | - | - | - | - | - | -- | -- | -- | ----- |
| Viswanathan Anand | 0 | 1 | ½ | 1 | ½ | ½ | ½ | 0 | ½ | ½  | ½  | 1  | 6½    |
| Veselin Topalov   | 1 | 0 | ½ | 0 | ½ | ½ | ½ | 1 | ½ | ½  | ½  | 0  | 5½    |

| Fecha       | Evento                | Apertura (Código ECO)         | Ganador               |
| ----------- | --------------------- | ----------------------------- | --------------------- |
| 21 de abril | Ceremonia de Apertura | Ceremonia de Apertura         | Ceremonia de Apertura |
| 24 de abril | 1.ª partida           | D86 Defensa Grunfeld          | Topalov               |
| 25 de abril | 2.ª partida           | E04 Apertura Catalana         | Anand                 |
| 26 de abril | Descanso              | Descanso                      | Descanso              |
| 27 de abril | 3.ª partida           | D17 Defensa eslava            | Tablas                |
| 28 de abril | 4.ª partida           | E04 Apertura Catalana         | Anand                 |
| 29 de abril | Descanso              | Descanso                      | Descanso              |
| 30 de abril | 5.ª partida           | D17 Defensa eslava            | Tablas                |
| 1 de mayo   | 6.ª partida           | E04 Apertura Catalana         | Tablas                |
| 2 de mayo   | Descanso              | Descanso                      | Descanso              |
| 3 de mayo   | 7.ª partida           | E00 Anti-Nimzoindia           | Tablas                |
| 4 de mayo   | 8.ª partida           | D17 Defensa eslava            | Topalov               |
| 5 de mayo   | Descanso              | Descanso                      | Descanso              |
| 6 de mayo   | 9.ª partida           | E53 Defensa Nimzo-India       | Tablas                |
| 7 de mayo   | 10.ª partida          | D86 Defensa Grunfeld          | Tablas                |
| 8 de mayo   | Descanso              | Descanso                      | Descanso              |
| 9 de mayo   | 11.ª partida          | A29 Apertura Inglesa          | Tablas                |
| 10 de mayo  | Descanso              | Descanso                      | Descanso              |
| 11 de mayo  | 12.ª partida          | D56 Gambito de Dama declinado | Anand                 |

Nota: Anand condujo las piezas blancas en las partidas 2, 4, 6, 7, 9 y 11.